# Université de Bellevue
L'université de Bellevue (en anglais : Bellevue University) est une université à but non lucratif basée à Bellevue. L'université est également une université à distance importante. Elle a été fondée en 1966. Elle accueille environ 10 000 étudiants.